# Сенница геро
Сенница геро, или Сенница боровая, или Сенница обыкновенная, Геро (лат. Coenonympha hero) — вид дневных бабочек из семейства бархатниц (лат. Satyridae).

## Этимология латинского названия
Геро (греческая мифология) — жрица Афродиты, возлюбленная Леандра, каждую ночь переплывавшего пролив Геллеспонт для встречи с ней.

## Описание
Длина переднего крыла 14—18 мм. Крылья сверху тёмно-коричневые или бурые. Переднее крыло одноцветное или с одним (чаще) — тремя глазками в охристом ободке, на заднем крыле тоже один — два глазка. Снизу глазки крупнее, более чёткие; на задних крыльях в широких ободках и они отчасти соприкасаются, перед глазками через всё крыло проходит извилистая белая полоска; такая же часто выражена и на передних крыльях, но она обычно не доходит до анальной жилки.

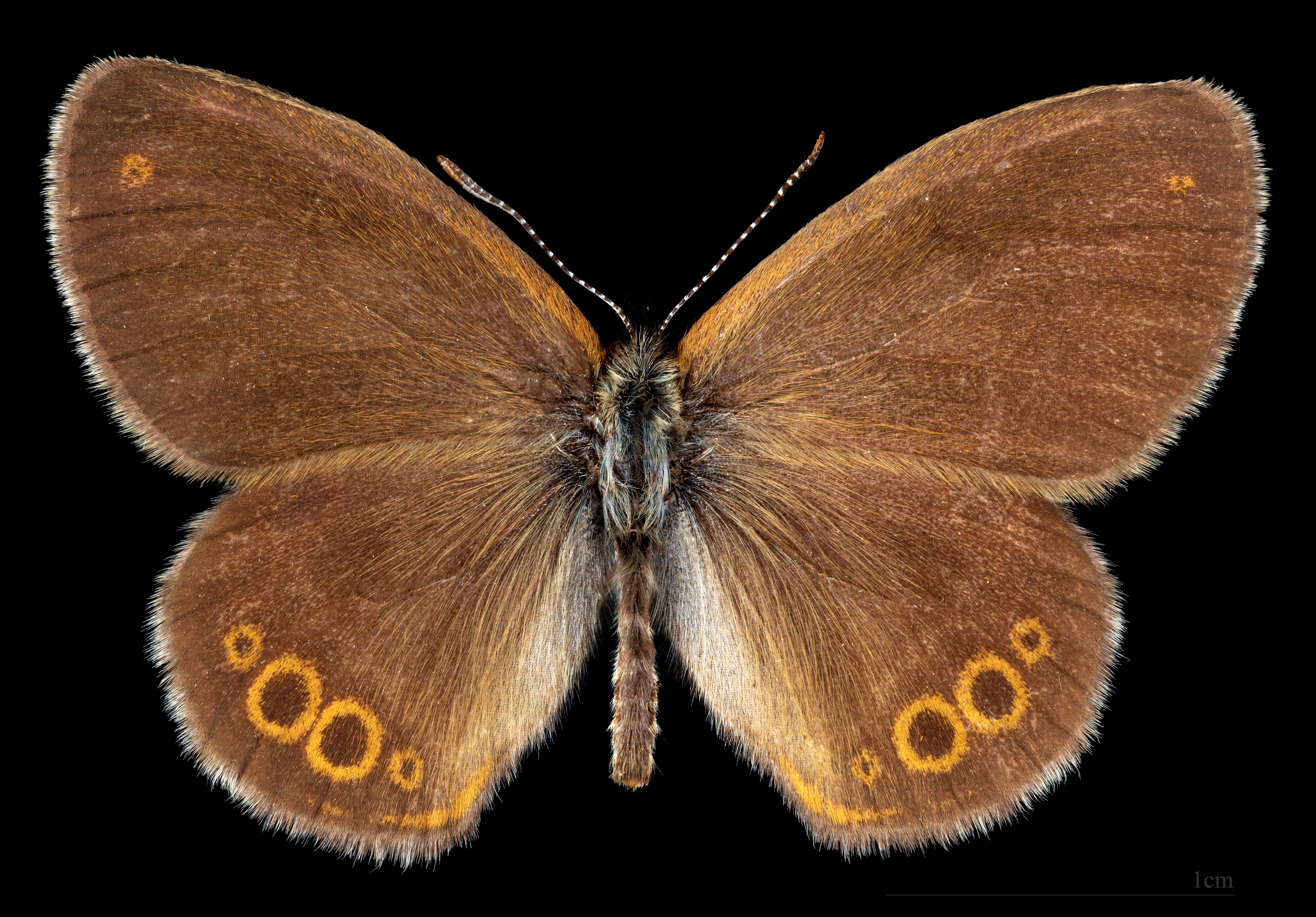
Coenonympha hero ♂
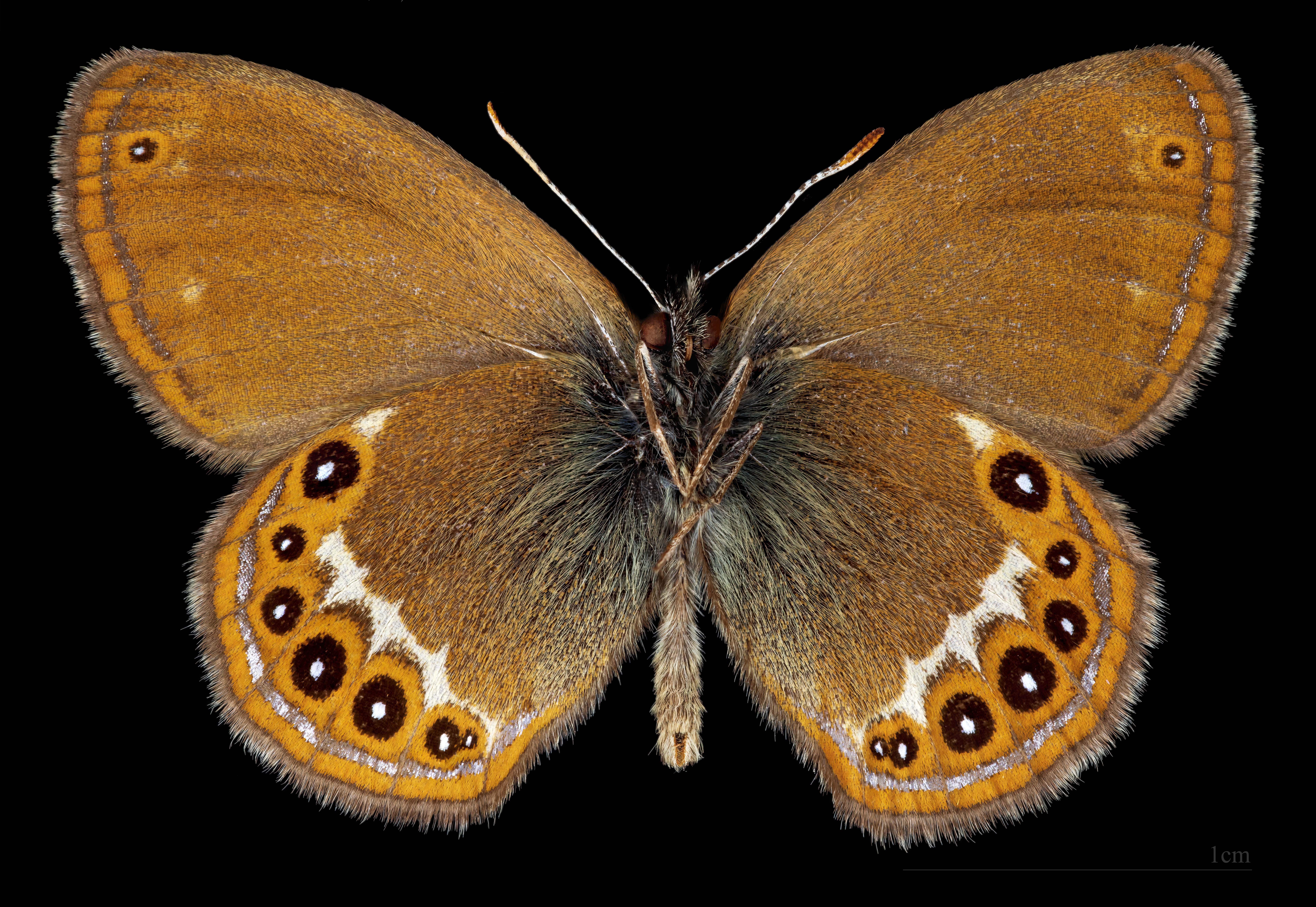
Coenonympha hero ♂△

## Распространение и местообитания
Ареал тянется от Центральной Франции через Центральную Германию и далее на восток, захватывая южную часть Сибири и умеренную Азия, к северу до средней тайги, Сахалин, Южные Курилы, Япония.
В Восточной Европе — редкий и локальный вид, обитающий в лесном поясе по всей Восточной Европе. На западе данного региона известен с территории Польши и Словакии. Далее на восток через страны Прибалтики (где отсутствует в прибрежной зоне) и Белоруссию распространен до Кировской области и республики Татарстан в России. Обитание в Карпатах ограничено Татрами и массивом горы Говерла. Популяции северной части Украины и Подолии находятся в сильно угнетенном состоянии, а некоторые считаются вымершими. В средней полосе России локален, но в местах своего обитания довольно многочислен, реже встречается на юге лесной зоны (например, по болотным массивам Чувашии и южнее- в Пензенской области и на Южном Урале в Башкирии.
Населяет торфяники, верховые болота, сосняки багульниковые, заболоченные сосновые леса, луга, примыкающие к верховым болотам, реже — в сырых мелколиственных лесах. В средней полосе — олиготрофные болота. По южной границе ареала — злаково-осоково-горцовые мезотрофные сообщества. В Украинских Карпатах не поднимается выше 600 м над ур.м.
Также населяет лесостепные и особенно лесные луга, встречается по опушкам, в долинах ручьёв и речек, у травянистых болот, в горах до верхней границы леса.

## Биология
Развивается в одном поколении, лёт с конца мая до конца июля.
Бабочки обладают неторопливым медленным полетом на небольшой высоте. Испуганные, далеко не улетают. Бабочки часто садятся на крупные листья, не редко могут встречаться сидящими на влажной почве.
Бабочки питаются на растениях герань лесная и лютик ползучий.

## Развитие
Яйца зеленоватые, шаровидные, с неясными рёбрышками, по одному на листе. Самки откладывают яйца по одному на листья пушицы, овсяницы и некоторые виды осок.
Молодая гусеница желтовато-зелёная, с двумя светлыми полосками на каждом боку. На конце два беловатых острия. Гусеницы питаются днем на основании кормовых растений, зимуют. . В старших возрастах зелёная, иногда с беловато-розовым оттенком на спине, с восемью продольными желтоватыми линиями. Кормовые растения — злаки родов мятлик, вейник, пырейник, ячмень, перловник, ячменеволоснец, ячмень мышиный и осоки.
Окукливаются на кормовом растении вблизи поверхности земли. Куколка светло-зелёная, в бугорках и тёмных пятнышках. На крыловых зачатках заметны жилки. По бокам брюшных сегментов два ряда белых точек.

## Замечания по охране
В Красной книге Международного союза охраны природы (МСОП) вид имеет 3 категорию охраны (VU — уязвимый таксон, находящиеся под угрозой исчезновения в перспективе, в силу морфофизиологических и/или поведенческих особенностей, делающих их уязвимыми при любых, даже незначительных, изменениях окружающей среды).
Включен в «Красную книгу Европейских дневных бабочек» с категорией SPEC3 — вид, обитающий как в Европе, так и за её пределами, но находящийся на территории Европы под угрозой исчезновения.
Занесена в Красную книгу Литвы (2 категория), Украины (1994) (2 категория) и Московской области, Россия.